# Comuna Vilhivka, Horohiv
Vilhivka (în ucraineană Вільхівка) este o comună în raionul Horohiv, regiunea Volînia, Ucraina, formată din satele Dibrova, Iarivka, Sofiivka și Vilhivka (reședința).

## Demografie
Componența lingvistică a satului Vilhivka
     Ucraineană (99,26%)
     Alte limbi (0,74%)
Conform recensământului din 2001, majoritatea populației satului Vilhivka era vorbitoare de ucraineană (99,26%), existând în minoritate și vorbitori de alte limbi.